# Wonhyoro-dong
Wonhyoro-dong (koreanska: 원효로동)  är en stadsdel i stadsdistriktet Yongsan-gu i Sydkoreas huvudstad Seoul.  

## Indelning
Administrativt är Wonhyoro-dong indelat i:
| Namn      | Namn                | Yta km² | Invånare 31 dec 2020 |
| --------- | ------------------- | ------- | -------------------- |
| 원효로1동 | Wonhyoro 1(il)-dong | 0,59    | 16 730               |
| 원효로2동 | Wonhyoro 2(i)-dong  | 0,71    | 14 331               |